# Daviesia spinosissima
Daviesia spinosissima är en ärtväxtart som beskrevs av Meissner. Daviesia spinosissima ingår i släktet Daviesia, och familjen ärtväxter. Inga underarter finns listade i Catalogue of Life.